# Kazimierz Chrzanowski
Kazimierz Chrzanowski, né le 25 décembre 1951 à Łaziska Górne, est un homme politique polonais. Il a été élu au Parlement national Polonais le 25 septembre 2005, réunissant 11 296 votes à Cracovie. Il est membre du parti politique Alliance de la gauche démocratique.